# Charles Bukowski
Henry Charles Bukowski (phiên âm tiếng Việt: Bu-kốp-xki, /buːˈkaʊski/ boo-KOW-skee; tên khai sinh là Heinrich Karl Bukowski - tiếng Đức: [ˈhaɪnʁɪç ˈkaʁl buˈkɔfski]; sinh ngày 16 tháng 8 năm 1920 – mất ngày 9 tháng 3 năm 1994) là một nhà thơ, tiểu thuyết gia và nhà văn truyện ngắn người Mỹ gốc Đức.
Văn chương của Bukowski được chú ý vì sử dụng hình ảnh bạo lực và ngôn ngữ đồ họa trong thơ và tiểu thuyết miêu tả sự sống còn trong một xã hội thối nát, tàn lụi. Người đời gọi ông là "Nhà thơ vinh danh khu ổ chuột".
Bukowski sống phần lớn cuộc đời ở Los Angeles. Ông theo học trường Cao đẳng Thành phố Los Angeles một thời gian ngắn (từ năm 1939–41) và làm những công việc nhàn hạ trong khi viết truyện ngắn, cuốn đầu tiên được xuất bản vào giữa những năm 1940. Sau khoảng thời gian 10 năm, ông từ bỏ việc viết lách và đi khắp Hoa Kỳ sống cuộc sống của một người nghiện rượu nghèo khổ, ông trở lại Los Angeles và bắt đầu xuất bản thơ vào năm 1955.
Bắt đầu với tác phẩm Flower, Fist và Bestial Wail (1959), tập thơ của ông hầu như xuất hiện hàng năm qua các nhà xuất bản nhỏ dưới lòng đất. Đến năm 1963, năm ông xuất bản It Catching My Heart in Its Hands, là một tập thơ về những kẻ say men rượu, gái mại dâm, những kẻ đánh bạc thua cuộc và những thói hư tật xấu của cuộc đời. Bukowski có một lượng người theo dõi trung thành. Các tập thơ đáng chú ý sau này bao gồm Mockingbird Wish Me Luck (1972), Love Is a Dog from Hell (1977), War All the Time (1984), và You Get So Alone at Times That It Just Makes Sense (1986). Bukowski đã viết hàng nghìn bài thơ, hàng trăm truyện ngắn và sáu tiểu thuyết, tổng cộng cả đời ông đã xuất bản hơn 60 cuốn sách.
Mặc dù ông bắt đầu sự nghiệp của mình với tư cách là một trong những "tác giả sùng bái" cuối cùng, tác phẩm của ông chỉ nổi tiếng và có ảnh hưởng đến mức vào thời điểm ông qua đời. Tuy ông không được chú ý nhiều trong giới nghiên cứu văn chương học thuật trong văn hóa đại chúng Mỹ, nhưng Bukowski lại được biết tới nhiều và có ảnh hưởng lớn ở Châu Âu, đặc biệt là ở Cộng hòa LB Đức, nơi ông sinh ra.

## Một vài bài thơ
| Gammar of Life the past is imperfect the present is tense the future is malign and immortality lacks evidence lay down and eat roses Consummation Of Grief I even hear the mountains the way they laugh up and down their blue sides and down in the water the fish cry and the water is their tears. I listen to the water on nights I drink away and the sadness becomes so great I hear it in my clock it becomes knobs upon my dresser it becomes paper on the floor it becomes a shoehorn a laundry ticket it becomes cigarette smoke climbing a chapel of dark vines it matters little very little love is not so bad or very little life what counts is waiting on walls I was born for this I was born to hustle roses down the avenues of the dead. | Ngữ pháp cuộc đời Quá khứ thì không hoàn thành Hiện tại là thời căng thẳng Tương lai thì quỷ quyệt Sự bất tử thì vô bằng Hãy nằm xuống và ăn những đoá hoa hồng Tận hưởng nỗi đau Tôi thậm chí nghe cả những ngọn núi cách chúng cười lên và xuống những sườn khuất ánh mặt trời và dưới nước cá khóc và nước chính là lệ của chúng tôi lắng nghe nước trong những đêm say khướt và nỗi buồn trở nên quá lớn tôi nghe nó trong chiếc đồng hồ nó trở thành những quả nắm trên tủ áo nó trở thành giấy trên sàn nhà nó trở thành một chiếc sừng đi giày một tấm vé giặt nó trở thành khói thuốc lá leo lên vòm nhà quàn... đó chỉ là chuyện nhỏ rất ít tình yêu hay rất ít đời sống cũng chẳng phải là quá tệ hại điều đáng kể đang chờ đợi trên những bức tường tôi được sinh ra để đón nhận nó tôi được sinh ra để nài bán hoa hồng dọc theo những đại lộ dẫn vào cõi chết. Bản dịch của Phan Quỳnh Trâm |

## Công việc chính

### Tiểu thuyết
- Post Office (1971), ISBN 978-0061177576
- Factotum (1975), ISBN 978-0061131271
- Women (1978), ISBN 978-0876853917
- Ham on Rye (1982), ISBN 978-0876855591
- Hollywood (1989), ISBN 978-0876857656
- Pulp (1994), ISBN 978-0876859261

### Tuyển tập thơ
- Flower, Fist, and Bestial Wail (1960)
- It Catches My Heart in Its Hands (1963) (title taken from Robinson Jeffers poem, "Hellenistics")
- Crucifix in a Deathhand (1965)
- At Terror Street and Agony Way (1968)
- Poems Written Before Jumping Out of an 8-story Window (1968)
- A Bukowski Sampler (1969)
- The Days Run Away Like Wild Horses Over the Hills (1969)
- Fire Station (1970)
- Mockingbird Wish Me Luck (1972), ISBN 978-0876851395
- Burning in Water, Drowning in Flame: Selected Poems 1955–1973 (1974)
- Maybe Tomorrow (1977)
- Love Is a Dog from Hell (1977), ISBN 978-0876853634
- Play the Piano Drunk Like a Percussion Instrument Until the Fingers Begin to Bleed a Bit (1979), ISBN 978-0876854389
- Dangling in the Tournefortia (1981), ISBN 978-0876855263
- War All the Time: Poems 1981–1984 (1984)
- You Get So Alone at Times That It Just Makes Sense (1986)
- The Roominghouse Madrigals (1988), 978-0876857335
- Septuagenarian Stew: Stories & Poems (1990)
- People Poems (1991)
- The Last Night of the Earth Poems (1992), ISBN 978-0876858653
- Betting on the Muse: Poems and Stories (1996), ISBN 978-1574230024
- Bone Palace Ballet (1998)
- What Matters Most Is How Well You Walk Through the Fire. (1999)
- Open All Night (2000)
- The Night Torn Mad with Footsteps (2001)
- Sifting Through the Madness for the Word, the Line, the Way (2003), ISBN 978-0060527358
- The Flash of the Lightning Behind the Mountain (2004)
- Slouching Toward Nirvana (2005)
- Come on In! (2006)
- The People Look Like Flowers at Last (2007)
- The Pleasures of the Damned: Selected Poems 1951–1993 (2007), ISBN 978-0061228438
- The Continual Condition (2009)
- On Cats (2015)
- On Love (2016)
- Storm for the Living and the Dead (2017), ISBN 978-0062656520

### Sách và tuyển tập truyện ngắn
- Confessions of a Man Insane Enough to Live with Beasts (1965)
- All the Assholes in the World and Mine (1966)
- Notes of a Dirty Old Man (1969)
- Erections, Ejaculations, Exhibitions, and General Tales of Ordinary Madness (1972) ISBN 978-0-87286-061-2
- South of No North (1973), ISBN 978-0876851906
- Hot Water Music (1983)
- Bring Me Your Love (1983)
- Tales of Ordinary Madness (1983)
- The Most Beautiful Woman in Town (1983)
- Prying (with Jack Micheline and Catfish McDaris) (1997) ASIN: B000I92IS0
- Portions from a Wine-stained Notebook: Short Stories and Essays (2008) ISBN 978-0-87286-492-4.
- Absence of the Hero (2010)
- More Notes of a Dirty Old Man (2011)
- The Bell Tolls For No One (CityLights, 2015 edition)
- On Drinking (2019)

### Phi hư cấu
- Shakespeare Never Did This (1979); expanded (1995)
- The Bukowski/Purdy Letters (1983)
- Screams from the Balcony: Selected Letters (1993)
- Living on Luck: Selected Letters, vol. 2 (1995)
- The Captain Is Out to Lunch and the Sailors Have Taken Over the Ship (1998), ISBN 978-1574230598
- Reach for the Sun: Selected Letters, vol. 3 (1999)
- Beerspit Night and Cursing: The Correspondense of Charles Bukowski and Sheri Martinelli (2001)
- Sunlight here I am: Interviews and encounters, 1963–1993 (2003)
- On Writing Edited by Abel Debritto (2015), ISBN 978-0062417404
- The Mathematics of the Breath and the Way: On Writers and Writing Edited by David Stephen Calonne (City Lights, 2018) ISBN 978-0872867598

### Thu âm
- At Terror Street and Agony Way, Open reel tape, 1968
- Poetry – Charles Bukowski, Steven Richmond, LP, 1968
- A Cold Turkey Press Special, LP, 1972
- Totally Corrupt, The Dial-A-Poem Poets, LP, 1976
- 90 Minutes in Hell, LP, 1977
- Hello. It's good to be back., LP, 1978
- Bukowski Reads His Poetry, LP, 1980
- Voices of the Angels, LP, 1982
- English As A Second Language, LP, 1983
- Neighborhood Rhythms, LP, 1984
- Cassette Gazette, Cassette, 1985
- Hostage, LP 1985
- Movable Feast #3, Cassette, 1986
- The Charles Bukowski Tapes, VHS, 1987
- Bukowski at Bellevue, VHS, 1988
- Beat Scene Magazine #12, Flexi-disc, 1991
- Hostage, CD, 1994
- King of Poets, CD, 1995
- 70 Minutes in Hell, CD, 1997
- At Terror Street and Agony Way, CD, 1998
- Run with the Hunted, Cassette, 1998
- Charles Bukowski: Uncensored, CD, 2000
- Born Into This, DVD, 2003
- Bukowski at Bellevue, DVD, 2004
- Bukowski Reads His Poetry, CD, 2004
- Bukowski Reads His Poetry, CD, 2004
- Poems and Insults, CD, 2004
- Solid Citizen, CD, 2004
- 12 Great Americans, CD, 2006
- The Charles Bukowski Tapes, DVD, 2006
- Bukowski at Baudelaire's, mp3, 2007 (not commercially released)
- Underwater Poetry Festival, CD, 2007
- Hello. It's good to be back., CD, 2008
- Poetry of Charles Bukowski, CDR, 2008
- There's Gonna Be a God Damn Riot in Here, DVD, 2008
- The Last Straw, DVD, 2008
- One Tough Mother, DVD, 2010
- Bukowski at the San Francisco Museum of Art, Cassette, 2010
- Bukowski at the San Francisco Museum of Art, VHS tape 2010
- Thomas Schmitt film, 1978 Hamburg reading, mp4, 2015 (not commercially released)[8]

### Phim và kịch bản
- Bukowski at Bellevue 1970 (1995)  – Poetry Reading[9]
- Bukowski 1973 – Californian KCET TV Documentary
- Supervan 1977 – Feature Film (Not based on Bukowski's work but Bukowski had cameo appearance as Wet T-shirt Contest Water Boy)
- There's Gonna Be a God Damn Riot in Here – Filmed: 1979; DVD Release: 2008 – Poetry Reading
- The Last Straw – Filmed: 1980; DVD Release: 2008 – Poetry Reading
- Tales of Ordinary Madness – Feature Film
- Poetry in Motion (film), a documentary film (1982)
- Barfly 1987 – Feature Film
- Crazy Love 1987 – Feature Film (Belgium)
- The Ordinary Madness of Charles Bukowski (1995), (BBC documentary).[10][11]
- Bukowski: Born Into This 2002 – Biographical Documentary
- Factotum 2005 – Feature Film
- The Suicide 2006 – Short film
- One Tough Mother 2010 Released on DVD – Poetry Reading
- Mermaid of Venice 2011 – Short film
- Charles Bukowski's Nirvana 2013 – Short film[12]
- Sitting on a Fire Escape Eating Eggs 2015 – Short film[13][14]